# دانها (کارولینای شمالی)
دانها (به انگلیسی: Donnaha) یک منطقهٔ مسکونی در ایالات متحده آمریکا است که در شهرستان فورسایت، کارولینای شمالی واقع شده‌است.